# Aéroport de Cayenne Félix-Éboué
Pour les articles homonymes, voir Éboué et CAY.
L'aéroport de Cayenne Félix-Éboué (code IATA : CAY • code OACI : SOCA) est un aéroport international situé dans le département français de la Guyane. Dénommé jusqu'en 2012 aéroport de Cayenne-Rochambeau, il a une capacité de 600 000 passagers par an. Il est situé sur le territoire de la ville de Matoury, à 13,5 km au sud-ouest de Cayenne. Il possède une piste et s'étend sur 1 300 hectares (13 km2).

## Historique
L'aérodrome de Cayenne a été construit en 10 mois durant la Seconde Guerre mondiale en 1943 par les Forces armées des États-Unis afin que ses bombardiers et avions de transport en route vers l'Afrique puissent y faire escale.
Le nom de « Rochambeau » lui est premièrement attribué en référence à Jean-Baptiste-Donatien de Vimeur de Rochambeau (1725-1807), commandant des troupes françaises qui participèrent à la guerre d'indépendance des États-Unis. Il a été racheté par la France en 1949.
Le nom de Rochambeau crée polémique en raison de la mauvaise réputation du fils du dédicataire de l'aéroport, Donatien de Rochambeau (1755-1813), qui pendant l'expédition de Saint-Domingue avait durement réprimé l'insurrection haïtienne. La députée de Guyane Christiane Taubira demande un changement de nom en 1999. Après que le nom de Cépérou (chef amérindien du XVIIe siècle) fut proposé, c'est finalement le nom de Félix Éboué (1884-1944), administrateur colonial et résistant né en Guyane, qui est retenu. Le changement devient officiel en janvier 2012. Le code IATA de l'aéroport reste CAY.

## Situation
| \| 50 km1:7 108 000 \| Cayenne Saül Saint-Laurent · du-Maroni Saint-Georges · de-l'Oyapock Maripasoula Grand-Santi Régina Camopi Saint-Élie Ouanary |
| 50 km1:7 108 000 |

| Tahiti Bora Bora Cayenne Pointe à Pitre Fort de France Moorea Nouméa · Magenta Nouméa · La Tontouta Wallis La Réunion · St Denis Saint-Pierre · Pierrefonds Mayotte St Martin-Espérance |

## Infrastructures et trafic

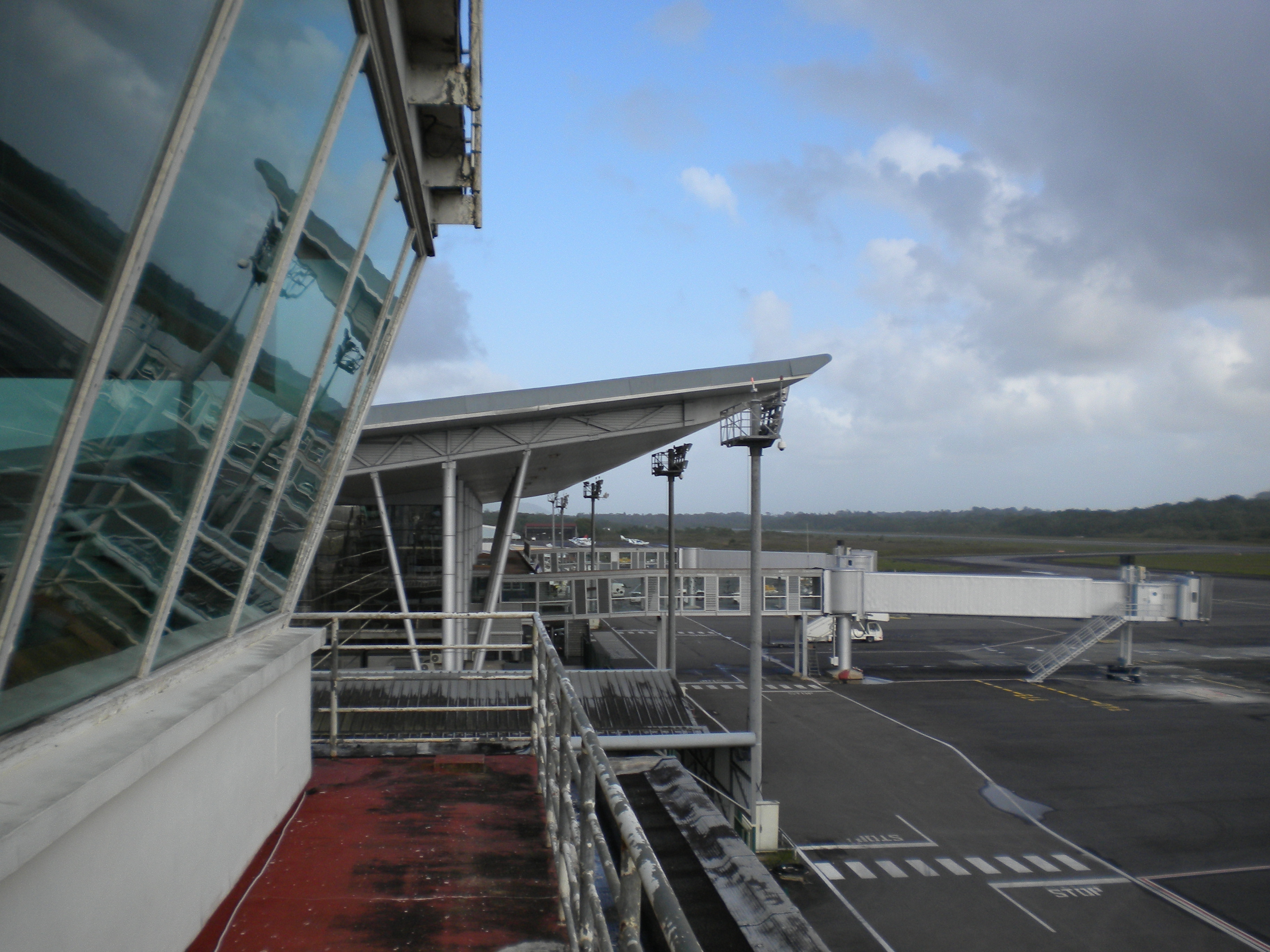
Plateforme d'embarquement de l'aéroport international de Rochambeau.

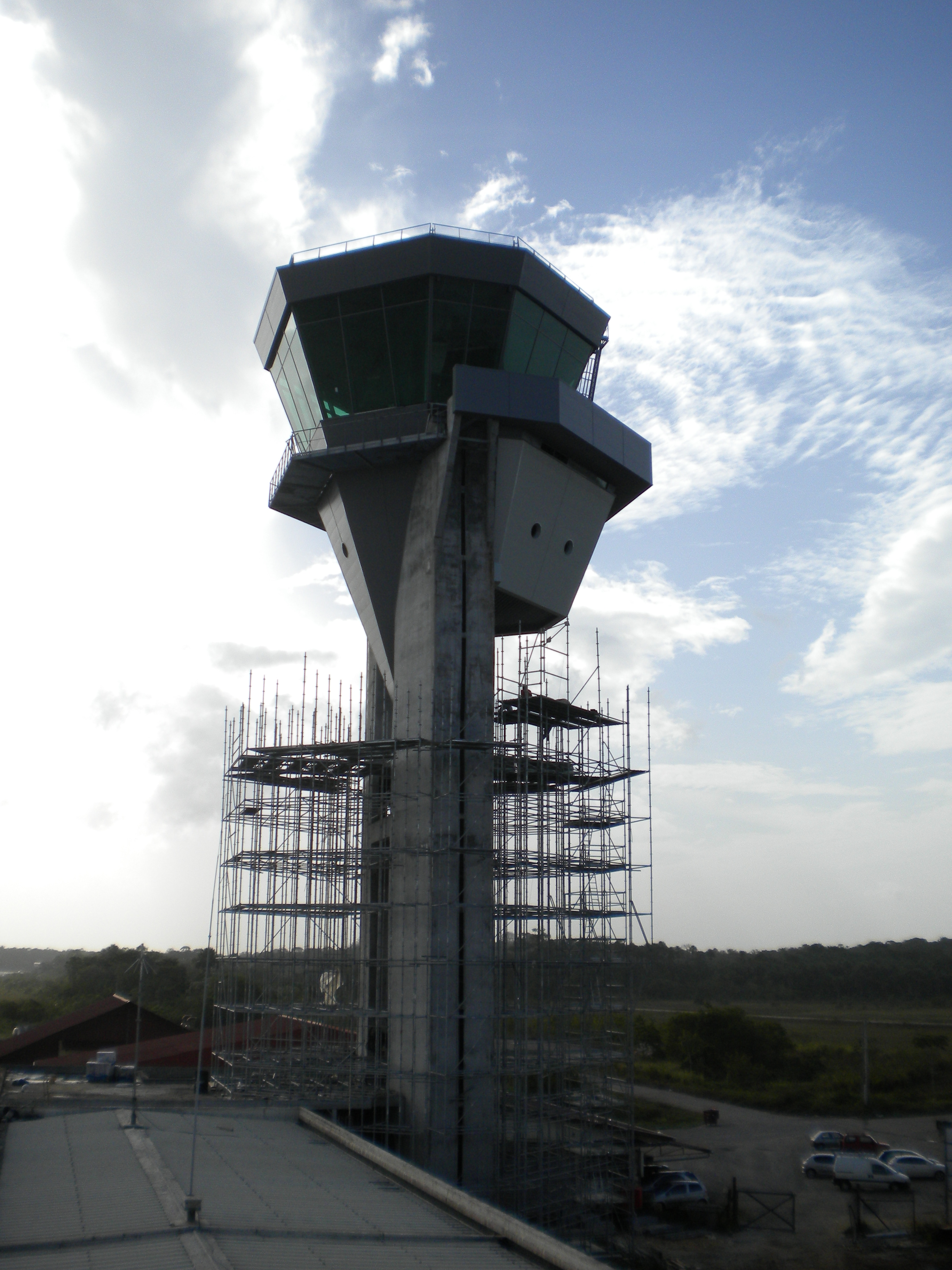
Nouvelle tour de contrôle en construction.

L'aéroport possède une piste, longue de 3 800 m et large de 45 m. Son orientation est 08/26 et son revêtement est fait en bitume. L'aéroport n'a qu'un terminal, contenant 2 postes avec passerelle et 3 hors passerelle. L'aérogare a une surface de 12 000 m2 et a comme aire de stationnement 42 000 m2 (4,2 ha) permettant d'accueillir des gros porteurs comme le Boeing 747, Boeing 777, Airbus A340 et même l'Airbus A380. Il est équipé de systèmes de radionavigation VOR et ILS (atterrissage aux instruments).
Il est ouvert à la circulation aérienne publique, au trafic international et classé en catégorie A de l'article D. 222-2 du code de l'aviation civile.
La Base aérienne 367 Cayenne-Rochambeau est co-localisée avec l’aéroport Félix-Eboué. Très proche de cet aérodrome, on peut trouver l'ancien aérodrome du "Gallion", utilisé en 1943 puis rapidement abandonné lors de l'utilisation du nouvel aéroport.
Il est classé SSLIA en catégorie 7 (classement A).
Le trafic de l’aéroport Cayenne-Félix-Eboué s’établit à 558 889 passagers en 2019, soit une augmentation de 8,8% depuis 2016. En 2022 il s'établit à 488 721 passagers en hausse depuis la crise sanitaire.
Sa gestion est assurée par la Chambre de commerce et d'industrie de la Guyane.

### Évolution en graphique
Pour des raisons techniques, il est temporairement impossible d'afficher le graphique qui aurait dû être présenté ici.

Voir la requête brute et les sources sur Wikidata.

### Évolution en tableau
| Année | Passagers | Évolution  |
| ----- | --------- | ---------- |
| 2000  | 457 168   | +3,6 %     |
| 2005  | 375 844   | ▼ −17,79 % |
| 2006  | 374 394   | ▼ −0,39 %  |
| 2007  | 386 979   | ▲ +3,36 %  |
| 2008  | 385 142   | ▼ −0,47 %  |
| 2009  | 400 025   | ▲ +3,86 %  |
| 2010  | 423 849   | ▲ +5,96 %  |
| 2011  | 435 440   | ▲ +2,73 %  |
| 2012  | 425 941   | ▼ −2,18 %  |
| 2013  | 436 991   | ▲ +2,59 %  |
| 2014  | 446 039   | ▲ +2,07 %  |
| 2015  | 462 876   | ▲ +3,77 %  |
| 2016  | 513 746   | ▲ +10,99 % |
| 2017  | 514 719   | ▲ +0,19 %  |
| 2018  | 538 782   | ▲ +4,67 %  |
| 2019  | 558 889   | ▲ +3,73 %  |
| 2020  | 267 650   | ▼ −52,11 % |
| 2021  | 331 967   | ▲ +24,03 % |
| 2022  | 488 721   | ▲ +47,22 % |
| 2023  | 481 961   | ▼ −1,38 %  |
| 2024  | 496 206   | ▲ +2,96 %  |

## Compagnies et destinations
| Compagnies         | Destinations                                                                                |
| ------------------ | ------------------------------------------------------------------------------------------- |
| Air Caraïbes       | Paris-Orly                                                                                  |
| Air France         | Belém, Guadeloupe - Maryse Condé, Martinique A. Césaire, Paris-Charles de Gaulle, Fortaleza |
| Air Guyane Express | camopi, Grand-Santi, Maripasoula, Saint-Laurent-du-Maroni, Saül                             |
| Sky high           | Saint-Domingue Las Américas                                                                 |

Actualisé le 22/03/2025